# Phtheochroa zacualpana
Phtheochroa zacualpana es una especie de polilla de la familia Tortricidae. 

## Distribución
Se encuentra en la Ciudad de México.